# Usedom
 Ovo je glavno značenje pojma Usedom. Za grad na otoku pogledajte Usedom (grad).
Usedom (njem. Usedom, polj. Uznam, do 1945. koristio se naziv Orzna) je otok u Baltičkom moru koji je upravno podijeljen između Njemačke i Poljske. Najveći dio otoka (373 km²) pripada njemačkoj pokrajini (zemlji) Mecklenburg-Zapadno Pomorje dok manji (72 km²), istočni dio, spada pod poljsko Zapadnopomeransko vojvodstvo.

## Zemljopis
Usedom je omeđen rukavcem Peenestrom (Piana) na zapadu, rukavcem Świna (Swine) na istoku, te Baltičkim morem (Pomeranski zaljev) na sjeveru. Velika laguna Achterwasser čini zapadnu obalu otoka. Istočno od Usedoma, odijeljeni Świnom, nalaze se otoci Wolin (Wollin) i Karsibór (Kaseburg). Nešto dalje na sjeverozapadu nalazi se najveći njemački otok Rügen, dok su uzvodno i manji otoci Ruden i Greifswalder Oie. Krajolik otoka sastoji se od brda šuma i jezera. S prosjekom od 1917 sunčanih sati godišnje Usedom je najsunčaniji dio Njemačke.
Njemački dio otoka upravno spada pod kotar Zapadno Pomorje-Greifswald u pokrajini Mecklenburg-Zapadno Pomorje, dok je poljski dio u Zapadnopomeranskom vojvodstvu. Na poljskom dijelu nalazi se grad Świnoujście koji se prostire i na druge otoke. U dijelu grada koji se nalazi na Usedomu živi više stanovnika nego na ostatku otoka. Najveće naselje na njemačkom dijelu je Heringsdorf.

### Zaštićene površine
Još u vrijeme Njemačke Demokratske Republike mnoga područja na otoku su zaštićena zbog prirode i krajolika, dok su kasnije područja zaštite proširena. U prosincu 1999., cijeli otok zajedno s okolnim vodama i nekim područjima kod gradova Lubmin i Lassan na kopnu proglašeni su parkom prirode (Park prirode Otok Usedom).
Prirodni rezervati (Naturschutzgebiete) na Usedomu su:
- Ptičji rezervat otoka Greifswalder Oie, 62 ha
- Prirodni rezervat Peenemünder Haken, Struck i Ruden, najstariji prirodni rezervat na Usedomu (od 1925.),
- Prirodni rezervat Großer Wotig u Peenestrom kod Kröslin, od 1995., 203 ha,
- Poluotok Gnitz, od 1994., 61 ha,
- Jezero Wockninsee kod Ückeritz, od 1967., 50 ha,
- Jezero Mümmelkensee, od 1961., 6 ha,
- Prirodni rezervat poluotok Cosim, od 1996., 85 ha,
- Prirodni rezervat otoka Böhmke i Werder, od 1967., 118 ha,
- Jezero Gothensee, od 1967., 800 ha, najveći rezervat na Usedomu,
- Golm, od 1976., 25 ha, javiše brdo otoka (69 m),
- Jezero Zerninsee, od 1995., 365 ha,
- Streckelsberg kod Koserowa, od 1961., 34 ha, najveći klif otoka (58 m)
- Prirodni rezervat Mellenthiner Os, od 1995., 60 ha,
- Prirodni rezervat Kleiner Krebssee, seit 1996, 45 ha.

## Povijest

### Ranija povijest
Ovo područje naseljeno je još od kamenog doba, a Polapski Slaveni naseljavaju otok u 5., 6. i 7. stoljeću. Vendska i skandinavska trgovačka naselje postojala su oko otoka. U 10. stoljeće na Usedomu se sigurno nalazilo slavensko naselje. Grad Osna uništili su Danci 1115./1119. U ovom razdoblju vrši se pokrštavanje lokalnog stanovništva pod vodstvom Ota Bambergskog. Planirani grad s utvrdom i tržnicom podignut je 1159. godine. Sve do sredine 13. stoljeća gradić Usedom bio je jedna od najdražih rezidencija pomeranskih vojvoda, iako je grad izgubio značenje pred Wolgastom i Szeczinom. Nakon desetljeća borbi između Slavena i Danaca počinje njemačko naseljavanje ovog područja. Na mjestu prijašnjeg slavenskog naselja osniva se njemački grad Usedom koji 1298. dobiva gradska prava. Premonstratenci osnivaju 1155. svoj samostan u blizini Usedoma, koji je kasnije premješten u selo Pudagla. U srednjem vijeku je dobar dio teritorija otoka pripadao samostanu. Za vrijeme Reformacije 1535. samostan je ukinut, a zgrada pretvorena u službenu zgradu Pomeranskog Vojvodstva.

### 17. i 18. stoljeće
Tijekom Tridesetogodišnjeg rata švedska vojska pod vodstvom kralja Gustava II. Adolfa iskrcava se 26. lipnja 1630. kod sela Peenemünde na rijeci Peene. Usedom postaje dio Švedske Pomeranije i skoro cijelo stoljeće ostaje u švedskom vlasništvu, sve dok 1720. nije prodan pruskom kralju Fridriku Vilimu I. za dva milijuna talira. Iako je švedski kralj vladao ovim područjem, ono je još uvijek bio dio Svetog Rimskog Carstva.
Zbog gospodarskih težnji i interesa pruske krune, u prvoj polovici 18. stoljeća proširena je rijeka Świna, a na njezinom ušću 1764. izgrađen je grad Swinemünde tj. današnji grad Świnoujście.

### 19. stoljeće
Kao dio pruske upravne reforme iz 1818. otoci Usedom i Wolin administrativno su spojeni u kotar Usedom-Wollin čije je sjedište bio grad Swinemünde. Nekoliko godina kasnije počinje razvoj odmarališta u Swinemündeu i Heringsdorfu, a do sredine 19. stoljeća i u Koserowu, Zinnowitzu i Ahlbecku. Veliki razvoj kupališnih odmarališta počinje tek nakon osnutka Carstva. U ovom razdoblju izgrađen je Carski prolaz koji spaja lagunu Odre s rijekom Świnom. Zbog svoj blizine Berlinu, otok je u 19. stoljeću bio toliko turistički značajan da je produžena i izgrađena željeznička veza između Berlina i Ahlbecka te Swinemündea. Ostatak ove linije je pomični most Karnin. 

### 20. stoljeće
Za vrijeme Drugog svjetskog rata u Peenemündeu se nalazio vojni istraživački centar, pokusno mjesto za rakete, poligon Luftwaffea, te mornarička baza u Swinemündeu. Ovi položaji su od 1943. do 1945. bili meta napada Royal Air Forcea i United States Army Air Forcesa uključujući žestoki zračni napada 12. ožujka 1945. na Swinemünde s brojnim žrtvama. Potsdamskom konferencijom kojom je utvrđena nova njemačko-poljska granica, grad Swinemünde tj. Świnoujście pripao je Poljskoj. Kotar Usedom našao se u Sovjetskoj okupacijskoj zoni, a novoosnovana Njemačka Demokratska Republika je 1950. pod sovjetskim pritiskom prihvatila novu granicu. Nakon ujedinjenja 1990. njemački dio otoka postao je dio Savezne Republike Njemačke.
Od 1990. turizam je glavni ekonomski pokretač otoka, a posebno se ističe carska prošlost lokalnih odmorišta.

## Turizam
Za turizam ovaj je otok značajan i Njemačkoj i Poljskoj. poznata turistička mjesta na njemačkoj strani su Karlshagen, Trassenheide, Zinnowitz, Zempin, Koserow, Kölpinsee, Ückeritz, te tri carska kupališta (Heringsdorf, Bansin i Ahlbeck), dok je na poljskoj strani Świnoujście veće odredište. Uz pješčane plaže na Baltičkom moru, otok je turistima privlačan i zbog posebne turističke arhitekture (Bäderarchitektur). U svem navedenim mjestima postoji mnoštvo hotela, pansiona, apartmana i kampova. Ponuda otoka vrlo je raznolika, te nudi razne muzeje, parkove, seoska imanja, te različite kulturne sadržaje.
Uz obalna odmarališta, turistima su privlačna i brojna slatkovodna jezera na otoku, kao što su Schmollensee, Gothensee i Wolgastsee. Popularne atrakcije na otoku su i gradić Usedom, dvorci u malenim mjestima (Mellenthin, dvorac Stolpe), seoske kućice sa slamnatim krovovima, vjetrenjače (Benz, Pudagla, Trassenheide, Kamminke), stari pomični most Karnin, poluotoci Lieper Winkel i Gnitz, laguna Achterwasser, kao i Peenemünde gdje se nalazi poznati muzej.
Popularna turistička aktivnost su biciklističke ture po otoku, poglavito na obali i Achterwasseru. Turizam se pokušava produžiti na predsezonu i postsezonu uz pomoć europskih fondova.

## Promet
Prilaz s njemačke strane otoka sjeverno je moguć saveznom autocestom A20 preko pomičnog mosta Peenebrücke Wolgast, te skretanjem na saveznu cestu B111 kod Gützkowa. Južnim putem na otok je moguće doći preko A20 skretanjem kod Jarmena na saveznu cestu B110 i prelaskom mreko Zecherinskog mosta. Potrebno je voditi računa o tome da su oba mosta pomična, te da nisu uvijek spušteni. Savezne ceste služe i kao glavne prometnice na otoku. Na njemačkom dijelu otoka glavni javni prijevoznik je OstseeBus GmbH. Cestovni granični prijelazi koji su bili aktivni prije ulaska Poljske u schengensku zonu bili su kod Ahlbecka i Garza. Poljski dio otoka gdje se nalazi grad Świnoujście trajektom je povezan s otokom Wolinom.
Kod mjesta Garz blizu granice s Poljskom, nalazi se Zračna luka Heringsdorf, koja može primati zrakoplove veličine  Airbusa A320.
Otok Usedom spojen je na njemačku željezničku mrežu preko mosta Peenebrücke Wolgast i pruge Züssow–Wolgast koja se spaja na glavnu željezničku prugu Berlin–Stralsund. Željeznička veza postoji između glavnog kolodvora u Świnoujścieu i Heringsdorfa, te se nastavlja do kraja otoka. Od rujna 2008. Usedomska željeznica (Usedomer Bäderbahn) povezuje poljski i njemački dio otoka. Vožnja vlakom od Świnoujściea do Wolgasta traje pola sata.

## Vanjske poveznice
- (njem.)Službena turistička stranica
- (polj.)Stranica o otoku  Arhivirana inačica izvorne stranice od 3. lipnja 2012. (Wayback Machine)